# رون هال (لاعب كرة قدم أمريكية)
رون هال (بالإنجليزية: Ron Hall)‏ هو لاعب كرة قدم أمريكية أمريكي، ولد في 15 مارس 1964 في حصن هواشوكا في الولايات المتحدة، وتوفي في 19 مايو 2007 في كوستاريكا.

## وصلات خارجية
- رون هال (لاعب كرة قدم أمريكية) على موقع مرجع كرة القدم المحترفة.كوم (الإنجليزية)